# Leonardo Nascimento Lopes de Souza
Leonardo Nascimento Lopes de Souza (sinh ngày 28 tháng 5 năm 1997) là một cầu thủ bóng đá người Brasil.

## Sự nghiệp câu lạc bộ
Leonardo Nascimento Lopes de Souza đã từng chơi cho Gainare Tottori.